# Jiří Niedl
Jiří Niedl (14. dubna 1920 Praha – 11. dubna 1986 Chlum u Třeboně) byl český pedagog, amatérský entomolog a herpetolog, známější jako spisovatel a popularizátor entomologie a teraristiky.

## Činnost pedagogická
Studoval na libeňském gymnáziu a dále na pražském učitelském ústavu, toho času pojmenovaném po K. S. Amerlingovi. Odmaturoval v roce 1939. Od roku 1940 učil na obecných školách v Praze, v roce 1946 složil zkoušky pro výuku na školách měšťanských. Následně přesídlil do jihočeského Chlumu u Třeboně, kde pracoval nejprve jako učitel a posléze jako ředitel místní základní školy; na škole učila také jeho manželka. Roku 1949 ve škole založil kroužek vivaristiky, který se postupem času rozrostl a specializoval do podoby herpetologické stanice. V roce 1970 obdržel Jiří Niedl státní vyznamenání Vzorný učitel.

## Činnost entomologická
Už od svých dětských let se Niedl zajímal o biologii, zejména o hmyz, obojživelníky a plazy. Dětství prožil v Praze–Bohnicích, které v té době jakožto okrajová část města oplývaly biodiverzitou. V roce 1934 se – ještě jako student – stal členem Československé společnosti entomologické, kde se postupně zapojil do vědecké činnosti po boku profesionálů. Největší pozornost věnoval střevlíkovitým broukům, dále pak čeledím krascovitých a nosatcovitých a nadčeledi Scarabaeoidea. Z blanokřídlého hmyzu zpracovával v různém rozsahu čeledi sršňovitých, kutilkovitých, zlatěnkovitých a lokálně také zástupce jihočeské fauny včelovitých. Dokladový materiál sbíral jak v Československu, tak v zahraničí. Kromě sběrů v Bulharsku, Rumunsku a bývalé Jugoslávii podnikl také několik cest do středoasijských zemí bývalého Sovětského svazu a jednu cestu do Egypta.
Závěry svých výzkumů publikoval v oborových časopisech a sbornících; za nejvýznamnější je považována jeho Monografie československých druhů tribu Carabini (část I.–VII.), publikovaná v letech 1956–1960 v Přírodovědeckém sborníku Ostravského kraje.

## Činnost popularizační
Vedle entomologie se Niedl v pozdějším věku věnoval spíše herpetologii. O obou oborech psal popularizační články v přírodovědných časopisech (Živa, Včelařství). Spolu s předčasně zesnulým R. Štraubem napsal také příručku chovu terarijních zvířat. Významným počinem bylo založení školního kroužku vivaristiky, jehož chovný materiál Niedl doplňoval z vlastních odchytů v zahraničí. Jeho cílem přitom bylo nejen zajistit takto praktickou výuku biologie a etologie, ale zejména vštípit žákům pozitivní vztah ke zvířatům, která v tehdejších dobách nebyla laickou veřejností přijímána kladně. O této činnosti pojednávala jeho první samostatná popularizační kniha.
V dalších dvou knihách Niedl popisuje zážitky ze svých cest po Československu i zahraničí, přičemž zejména v posledním díle se vrací hlouběji do minulosti, ke svému mládí a dětství. Často upozorňuje na důležitost ochrany přírody, zejména ochrany konkrétních, ekologicky významných území. Varuje před chemizací zemědělství i nadužíváním pesticidů; podává například svědectví o škodách, které špatná aplikace neselektivního insekticidu napáchala v lesích Novohradských hor. Soudí, že základem pro ochranu přírody obecně musí být osobní sympatie lidí k přírodě a všemu, co v ní roste a žije.
Niedl se nebrání úvahám o škodách způsobovaných sběrem biologického materiálu výzkumníky (on sám sbíral nejen pro vlastní potřebu, ale také pro výměnný obchod); ve svých vyprávěních se nevyhýbá naturalistickým popisům a místy se pozastavuje nad nepříjemnými až odstrašujícími příklady z vlastní praxe. Dospívá nicméně k závěru, že přiměřená sběratelská činnost nemůže svou škodlivostí konkurovat likvidaci stanovišť.
Ve svých popularizačních knihách se často beletristicky zmiňuje o svých přátelích a kolezích. Tyto popisy představují hodnotný vhled do života českých a slovenských biologů, například K. Deneše, J. Roubala, A. Olexy, J. Mařana a dalších.

### jako spoluautor
- Štraub R., Niedl J.: Teraristika v koutku živé přírody (1971)

### samostatně
- Niedl J.: Pouště, džungle a hory mých snů: škola v zajetí ještěrů, hadů a brouků (1979)
- Niedl J.: Podivuhodná setkání: na lovu hmyzu, plazů a obojživelníků (1983)
- Niedl J.: Okouzlen brouky a hady (1986)